# أليخاندرو هرنانديز (لاعب كرة مضرب)
أليخاندرو هرنانديز (بالإسبانية: Alejandro Hernández Julia)‏ هو لاعب كرة مضرب مكسيكي، ولد في 1 أكتوبر 1977 في تيخوانا في المكسيك.

## وصلات خارجية
- أليخاندرو هرنانديز على موقع رابطة محترفي التنس (الإنجليزية)
- أليخاندرو هرنانديز على موقع الاتحاد الدولي لكرة المضرب (الإنجليزية)
- أليخاندرو هرنانديز على موقع كأس ديفيز (الإنجليزية)
- أليخاندرو هرنانديز على موقع خلاصة التنس.كوم (الإنجليزية)
- أليخاندرو هرنانديز على موقع إي إس بي إن.كوم (الإنجليزية)
- أليخاندرو هرنانديز على موقع اللجنة الأولمبية الدولية (الإنجليزية)
- أليخاندرو هرنانديز على موقع أوليمبيديا (الإنجليزية)